# Гражина Торбицька

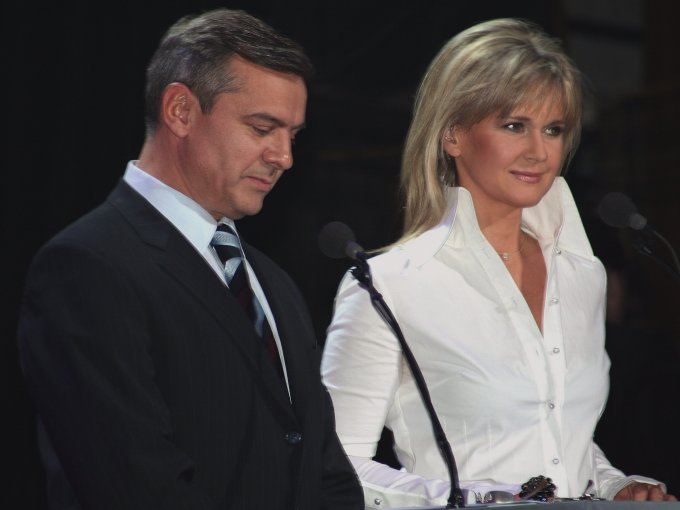
Єжи Бачинський i Гражина Торбицька під час урочистого вручення Паспортів Політики в 2005

Гражина Торбицька, до шлюбу Льоська (Loska) (народилася 24 травня 1959 в Пщині) — польська журналістка, ведуча телебачення i конферансьє.

## Біографія
Ходила до школи № 186 у Варшаві, a потім отримала атестат зрілості (1978) у Ліцеї ім. Стефана Баторія. Закінчила відділення театрознавства Театральної Академії у Варшаві.
Працювати на польському телебаченні почала в 1983, дебютувавши в програмі Sportowa niedziela поруч з Влодзімежем Шарановичем. Спочатку працювала в літературному відділі Театру телебачення, a пізніше перейшла до TVP2. У 1985 на Фестивалі в Сопоті дебютувала як конферансьє.
Авторка програми TVP2 Люблю Кіно (разом з Тадеушем Соболевським). Від 1996 є членкинею ФІПРЕССІ́, від 2006 до 2009 засідала в раді Фундації Центру Народної Творчості.
30 вересня 2006 була однією зі співведучих 56-го фіналу Міс Світу, який відбувався у Варшаві. В 2007 стала артистичним директором Фестивалю ДВА БЕРЕГИ в Казімежу-Дольним. Ведуча численних фестивалів i конкурсів, серед них: Camerimage i Конкурс піаністів імені Шопена.
Від 31 серпня 2011 входить в Комісію Етики TVP VIII каденції. У березні 2016, по 31 році роботи, залишила TVP2.

## Фільмографія
- 1975: Менший шукає Більшого як подружка Філомени;
- 1994: Сморід
- 1995: Молоді вовки як журналістка, що бере інтерв'ю з прокурором.
- 2003; 2005: M jak miłość як ведуча програми «Люблю Кіно» (сер. 127); як журналістка (сер. 347, 350, 353)
- 2008—2009: Pucuł i Grzechu (жіночі голоси)

## Спектаклі на телебаченні
- 1998: Монолог з нори лисиці
- 1999: Cyrograf як жінка, що веде «Galerię Literacką»

## Телевізійні нагороди
- 1994: Лауреатка Wiktora
- 1995: Лауреатка Wiktora
- 1998: Лауреатка Wiktora
- 1999: Лауреатка Telekamery в категорії Ведучі
- 2000: Лауреатка Wiktora
- 2000: Лауреатка Telekamery в категорії Ведучі
- 2001: Лауреатка Telekamery в категорії Ведучі
- 2002: Лауреатка Wiktora в категорії: Найкращий ведучий телебачення.
- 2002: Лауреатка Золота Пара Польського Телебачення Polskiej Grażyna Torbicka i Jan Suzin журналу «Tele Świat»
- 2002: Nagroda Rankingu osobowości TVP
- 2002: Лауреатка Złotej Telekamery
- 2003: Лауреатка SuperWiktora
- 2009: Лауреатка Róż Gali 2009 в категорії Красива завжди
- 2009: Лауреатка Wiktora
- 2011: Лауреатка Wiktora в категорії: Найпопулярніша особистість телебачення

## Відзнаки
В 2005 була відзначена Срібною Медаллю «Zasłużony Kulturze Gloria Artis», a в 2013 Хрестом Кавалерським Ордену Відродження Польщі.
Від 1 серпня 2009 почесна громадянка міста Казімеж-Дольни.

## Особисте життя
Дочка ведучої телебачення Кристини Льоської i футбольного активіста Генрика Льоського. Від 1981 одружена з кардіологом Адамом Торбицьким. Подружжя не має дітей.